# Mönchstraße 18/18 a (Stralsund)
Das Gebäude Mönchstraße 18/18 a in Stralsund ist ein denkmalgeschütztes Bauwerk in der Mönchstraße.

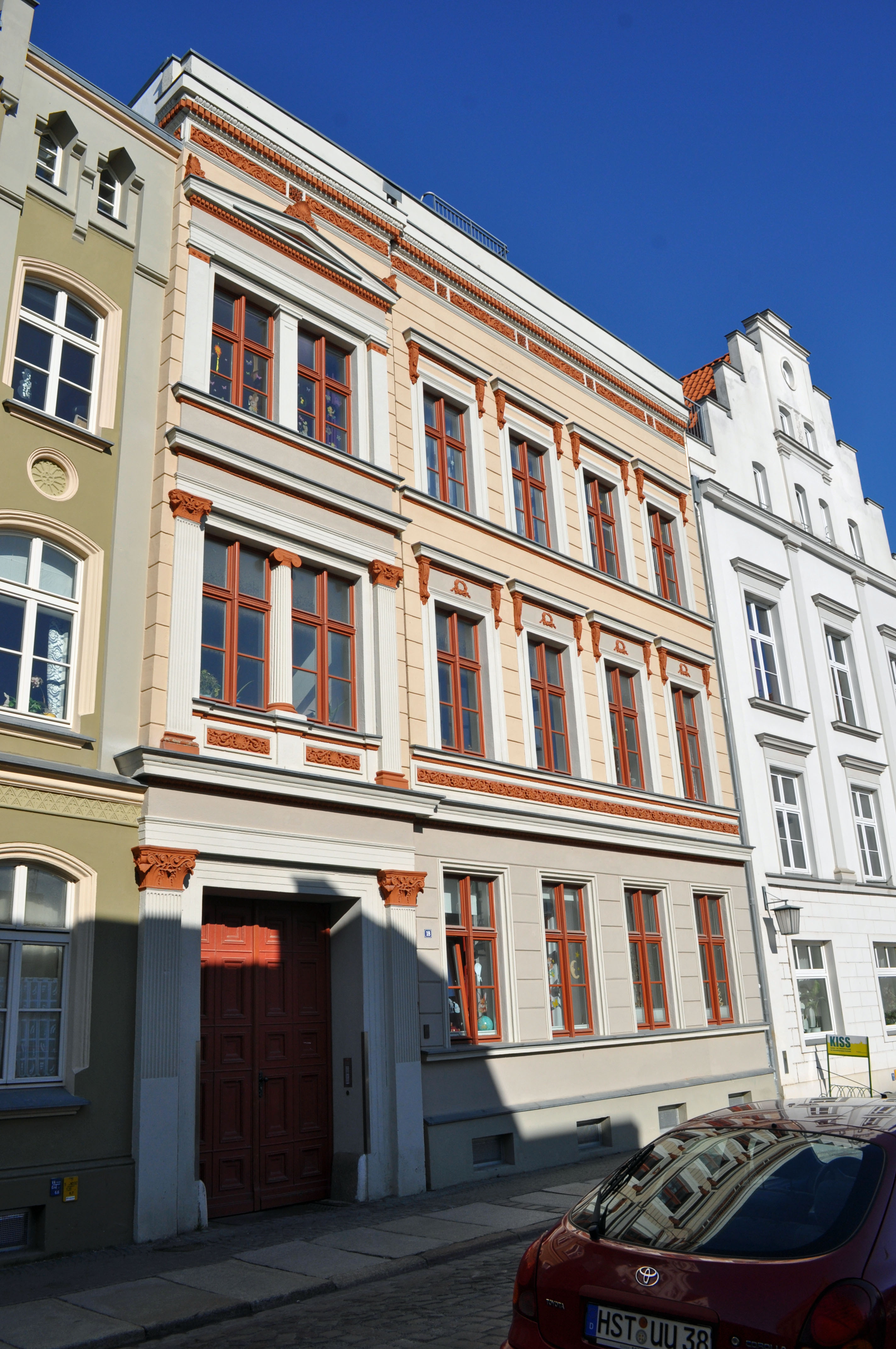
Haus Mönchstraße 18/18 a in Stralsund, nördlicher Teil (2012)

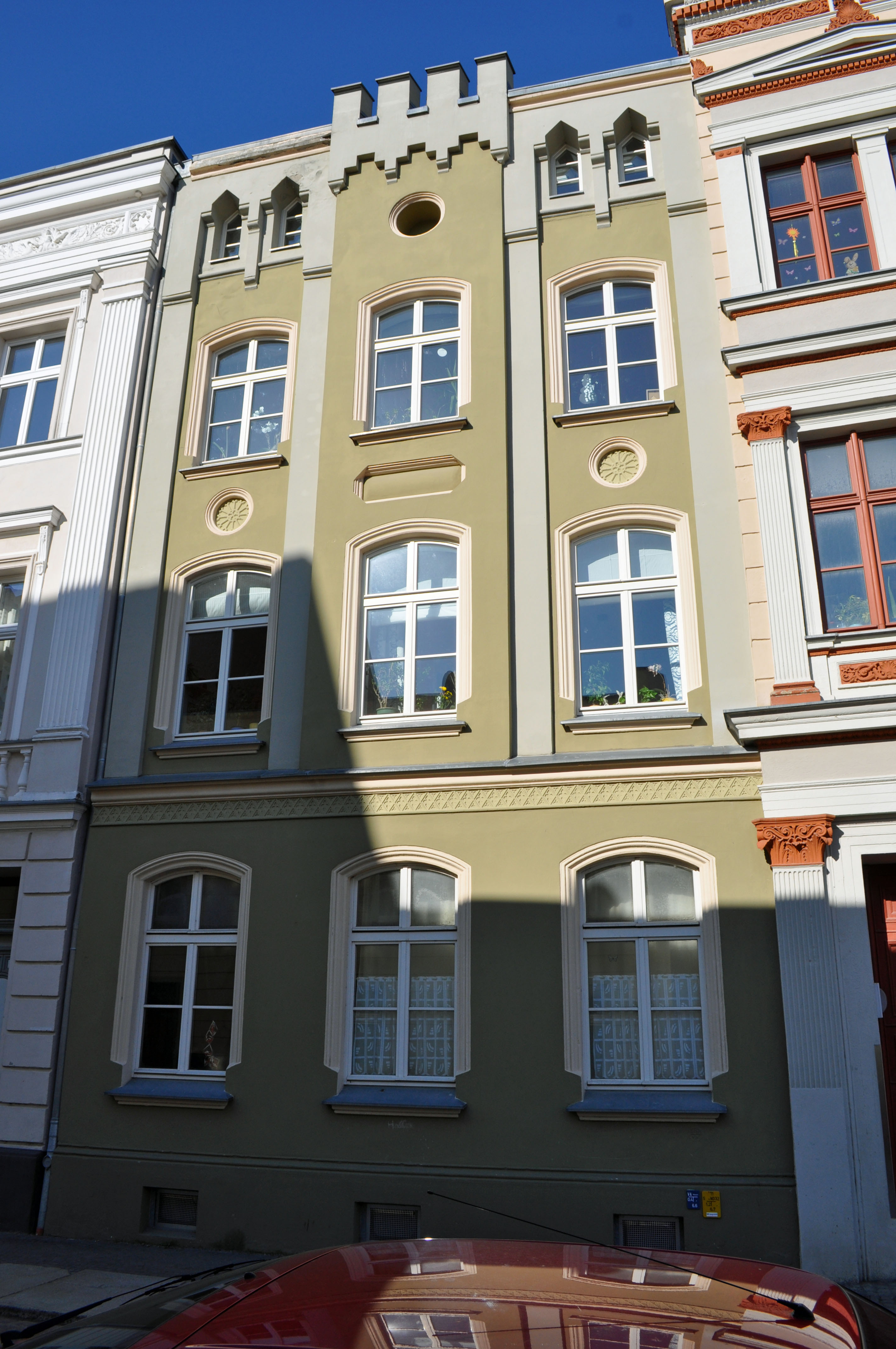
Haus Mönchstraße 18/18 a in Stralsund, südlicher Teil (2012)

Das dreigeschossige Gebäude wurde im Jahr 1861 errichtet; es besteht aus zwei stilistisch unterschiedlich gestalteten Teilen.
Der nördliche Gebäudeteil weist klassizistisch gestaltete Gliederungselemente auf; dazu gehören Pilasterrahumgen, Fensterverdachungen und Ornamentfriese. Ein Zahnschnittfries bildet den Abschluss.
Der südliche Teil ist neogotisch gestaltet, ein Mittelrisalit in den Obergeschossen ist leicht vorgezogen, überhöht und mit einem Zinnenaufsatz versehen.
Das Haus im Kerngebiet des von der UNESCO als Weltkulturerbe anerkannten Stadtgebietes des Kulturgutes „Historische Altstädte Stralsund und Wismar“ ist in die Liste der Baudenkmale in Stralsund eingetragen.